# Perfume
Perfume – drugi singiel amerykańskiej piosenkarki Britney Spears, promujący jej ósmy album, zatytułowany Britney Jean. Twórcami tekstu utworu są Britney Spears, Sia Furler, Christopher Braide, natomiast jego produkcją zajęli się will.i.am, Keith Harris oraz Braide. Piosenka opisuje zazdrość i podejrzliwość w związku. Spears ujawniła, że piosenka jest o jej byłym narzeczonym, Jasonie Trawicke.

## Lista utworów
- Digital download

1. „Perfume” – 3:59

## Notowania

### Notowania tygodniowe
| Lista przebojów (2013)                | Najwyższa pozycja |
| ------------------------------------- | ----------------- |
| Australia (ARIA Charts)               | 61                |
| Austria (Ö3 Austria Top 40)           | 69                |
| Belgia (Ultratop Flandria)            | 11                |
| Belgia (Ultratop Walonia)             | 41                |
| Brazylia (ABPD)                       | 66                |
| Francja (SNEP)                        | 34                |
| Hiszpania (PROMUSICAE)                | 13                |
| Holandia (Single Top 100)             | 100               |
| Irlandia (IRMA)                       | 36                |
| Kanada (Canadian Hot 100)             | 70                |
| Niemcy (Media Control Charts)         | 78                |
| Stany Zjednoczone (Billboard Hot 100) | 76                |
| Stany Zjednoczone (Top 40 Mainstream) | 22                |
| Szwajcaria (Schweizer Hitparade)      | 74                |

## Historia wydania
| Kraj              | Data              | Format                 | Wytwórnia | Źródło |
| ----------------- | ----------------- | ---------------------- | --------- | ------ |
| Belgia            | 4 listopada 2013  | Digital download       | Sony      | [ 16 ] |
| Francja           | 4 listopada 2013  | Digital download       | Sony      | [ 17 ] |
| Hiszpania         | 4 listopada 2013  | Digital download       | Sony      | [ 18 ] |
| Holandia          | 4 listopada 2013  | Digital download       | Sony      | [ 19 ] |
| Irlandia          | 4 listopada 2013  | Digital download       | Sony      | [ 20 ] |
| Kanada            | 4 listopada 2013  | Digital download       | Sony      | [ 21 ] |
| Niemcy            | 4 listopada 2013  | Digital download       | Sony      | [ 22 ] |
| Norwegia          | 4 listopada 2013  | Digital download       | Sony      | [ 23 ] |
| Nowa Zelandia     | 4 listopada 2013  | Digital download       | Sony      | [ 24 ] |
| Stany Zjednoczone | 4 listopada 2013  | Digital download       | RCA       | [ 25 ] |
| Szwajcaria        | 4 listopada 2013  | Digital download       | Sony      | [ 26 ] |
| Szwecja           | 4 listopada 2013  | Digital download       | Sony      | [ 27 ] |
| Włochy            | 4 listopada 2013  | Digital download       | Sony      | [ 28 ] |
| Stany Zjednoczone | 12 listopada 2013 | Contemporary hit radio | RCA       | [ 29 ] |
| Włochy            | 23 listopada 2013 | Contemporary hit radio | Sony      | [ 30 ] |
| Wielka Brytania   | 26 stycznia 2014  | Digital download       | RCA       | [ 31 ] |